# Comedy Central
Comedy Central — американский кабельный и спутниковый телеканал, ориентированный на молодых людей в возрасте от 18 до 34 лет. Эфирная сетка состоит преимущественно из комедийных программ, мультсериалов, стендап-шоу и художественных фильмов. По состоянию на ноябрь 2023 года, Comedy Central принимали около 68 млн домохозяйств платного телевидения, что ниже пикового показателя 2011 года, составлявшего 99 млн.

## История

### 1989-1991: До объединения The Comedy Channel и HA!
15 ноября 1989 года компания Time Inc., на тот момент владеющая HBO, запустила The Comedy Channel как первый кабельный телеканал посвященный исключительно комедийным программам. Программы The Comedy Channel транслировались из студии HBO Downtown Studios. В январе 1990 года компания Time Inc. объединилась с Warner Communications образовав Time Warner (ныне Warner Bros. Discovery)
1 апреля 1990 года Viacom (ныне Paramount Global) запустил конкурирующий телеканал Ha!, на котором транслировались ситкомы и скетч-комедии.
Формат The Comedy Channel до слияния с Ha!, включал несколько собственных и приобретённых программ, такие как «Луковый мир» с Ричом Холлом и «Таинственный научный театр 3000», а также ток-шоу организованные комиками, в том числе «Сладкая жизнь» с Рэйчел Свит, «Ночь за ночью» с Алланом Хэви, «Спортивный монстр» и The Higgins Boys and Gruber, последний из которых исполнял скетчи в перерывах между показами старинных телесериалов: «Supercar», «Clutch Cargo» и «Lancelot Link, Secret Chimp».
В то время как The Comedy Channel транслировал в основном малобюджетные собственные программы, в сетке вещания Ha! были повторы ситкомов и скетч-шоу, многие из которых ранее были лицензированы для дочернего Nick at Nite, а также повторы Saturday Night Live с 6 по 16 сезон.

### 1991-н.в: Comedy Central
После двух лет ограниченного распространения; «Comedy Channel» и «HA!» объединились в один телеканал, перезапустившись 1 апреля 1991 года под названием CTV: The Comedy Network. 1 июня 1991 года телеканал сменил название на Comedy Central , чтобы предотвратить проблемы с канадской вещательной телевизионной сетью CTV. Также было образованно совместное предприятие Comedy Partners, учредителями которого были Time Warner и Viacom. Warner Home Video распространяла права на шоу для домашних медиа до 2003 года.
С конца 1980-х до середины 1990-х годов большая часть программ Comedy Central и его предшественников состояла из комедийных фильмов, повторов ситкомов, получасовых специальных выпусков и клипов с участием комиков. Заметным успехом стал фильм «Политически некорректно» с Биллом Махером, который после показов на Comedy Central был быстро раскуплен каналом ABC.
Канал совершил прорыв, когда в 1997 году состоялась премьера «Южного парка». Будучи одним из первых крупных кабельных шоу, получивших рейтинг TV-MA для взрослой аудитории, шоу считалось слишком противоречивым, чтобы его мог принять какой-либо телеканал. Телерадиовещательная компания Fox (известная благодаря «Симпсонам»), отказалась делать мультсериал Южный парк из-за чрезмерного оскорбительного содержания. По мере распространения слухов число людей, которые просили добавить Comedy Central к своим кабельным провайдерам, увеличилось, и к 1998 году телеканал стал доступен более чем в 50% американских домов.
В 2002 году был создан лейбл Comedy Central Records для выпуска стендап альбомов комиков.
В 2003 году Viacom выкупает оставшуюся долю телеканала у Time Warner за 1,23 миллиарда долларов, что делает Viacom единственным владельцем Comedy Central. Несмотря на выход Time Warner из совместного предприятия, по сей день все операции телеканала проводятся через Comedy Partners.
Успех «Южного парка», несмотря на его взрослый контент, побудил канал продолжать расширять "границы". Каждую позднюю пятницу и субботу вечером. Фильмы, комедии и мультсериалы транслировались без цензуры в блоке «Secret Stash».
5 апреля 2006 года в спорном двухсерийном эпизоде под названием «Мультяшные войны, часть I» и «Мультяшные войны, часть II»; Южный Парк затронул проблему недавнего протеста по поводу датских карикатур, изображающих мусульманского пророка Мухаммеда. В этом эпизоде также высмеиваются другие персонажи из мультсериала «Гриффины». 13 апреля 2006 года Comedy Central опубликовал заявление, что канал запретил создателям шоу транслировать изображение Мухаммеда.
В декабре 2007 года Comedy Central взял на себя шоу организованное Льюисом Блэком под названием «Корень всего зла Льюиса Блэка», которое дебютировало в марте 2008 года. 9 января 2008 года Comedy Central и MTV транслировали программу бесплатно в онлайн. 24 января Скотт Ландсман стал вице-президентом по оригинальному программированию и развитию сети.
В 2009 году Comedy Central представил вирусное интернет-видео-шоу под названием «Tosh.0», которое вёл комик Дэниел Тош. Летом 2010 года, это было самое просматриваемое шоу на канале, обогнав The Daily Show и The Colbert Report среди мужской аудитории в возрасте 18–49 лет. Многие фрагменты прошлых сезонов Tosh.0 опубликованы на YouTube-канале Comedy Central.
13 января 2009 года телеканал начал осуществлять трансляцию в высоком разрешении (HD).
В 2012 году Atom.com (ранее AtomFilms) был поглощен Comedy Central.
21 октября 2013 года на канале состоялась премьера ночного сериала комедийных игр @midnight, который вёл Крис Хардвик. @midnight послужил расширением ночных программ канала. Из-за низких рейтингов программа была отменена 4 августа 2017 года.
В 2014 году Стивен Колберт покинул Comedy Central, чтобы вести «The Late Show» на CBS.
1 мая 2019 года стриминговый сервис Pluto TV запустил две версии Comedy Central у себя на сайте: Comedy Central Pluto TV и Comedy Central Stand Up. Первый транслирует классические собственные сериалы, такие как: «Рино 911»!, Crank Yankers и т.п, а последний специальные выступления. Позже, 15 декабря 2020 года, канал Comedy Central Stand Up был заменён на Comedy Central Animation.
2020 году Comedy Central начал смещать свои программы в сторону анимации для взрослых, выпустив новый сезон «Бивиса и Баттхеда», «Шоу Рена и Стимпи» и «Джоди» (спин-офф «Дарьи»). Телеканал также запустил новый анимационный блок по будням, известный как Animation Contamination, в котором представлены повторы «Южного парка», «Футурамы» и «Шоу Кливленда». Телеканал сократил количество сериалов, объявив об отмене «Drunk History» и «Tosh.0», а также о переходе «Южной стороны» и «Других двух» на HBO Max.

## Логотипы
| 1989 — 1991 | 1991 – 1992 | 1992 – 1997 | 1997 – 2000 | 2000 – 2011 | 2011 – 2018 | 2018 – н.в |
| ----------- | ----------- | ----------- | ----------- | ----------- | ----------- | ---------- |